# Pflanzensoziologische Einheiten nach Oberdorfer
Ausgangspunkt dieser Pflanzensoziologischen Einheiten sind die Angaben von Oberdorfer et al.: Pflanzensoziologische Exkursionsflora, 6. Auflage, Stuttgart 1990, ergänzt um einige deutsche Bezeichnungen.

## Grundeinheiten des pflanzensoziologischen Systems

### Gruppe vom Klassen (Formationen)
1. Klasse - Endung „-etea“ 
  1. Ordnung - Endung „-etalia“
    1. Verband - Endung „-ion“
      1. Unterverband, Gruppe - Endung „-enion“

      - Assoziation (Pflanzengesellschaft) - Endung „-etum“
        - Subassoziation - Endung „-etosum“
          - Variante - „..., Variante von ...“
            - Subvariante - „..., Subvariante von ...“
              - Fazies - „..., Fazies von ...“

Einheiten unterhalb des Verbands sind nur beispielhaft aufgeführt.

## Pflanzensoziologische Einordnung der Pflanzengesellschaften nach Oberdorfer

### Süßwasser- und Moor-Vegetation
1. Lemnetea (Wasserlinsen-Decken)
  1. Lemnetalia (Freischwimmende Stillwasser-Gesellschaften)
    1. Lemnion (minoris) (Freischwimmende Stillwasser-Gesellschaften)
      - Lemna minor-Gesellschaft (Gesellschaft der Kleinen Wasserlinse)

    2. Hydrocharition (morsus-ranae) (Froschbiss-Krebsscheren-Gesellschaften) (syn: Hydrochariden-Gruppe im Lemnion)
2. Charetea (fragilis) (Armleuchteralgen-Gesellschaften)
3. Utricularietea (intermedio-minoris) (Wasserschlauch-Moortümpel-Gesellschaften)
  1. Utricularietalia
    1. Sphagno-Utricularion (Torfmoos-Wasserschlauch-Moortümpel)
4. Potamogetonetea (Wasserpflanzengesellschaften des Süßwassers)
  1. Potamogetonetalia (Süßwasser-Laichkraut-Gesellschaften)
    1. Potamogetonion (pectinati) (Unterwasser-Laichkrautgesellschaften)
    2. Nymphaeion (albae) (Wurzelnde Schwimmblattgesellschaften)
    3. Ranunculion fluitantis (Fluthahnenfuß-Fließwassergesellschaften)
5. Littorelletea (Strandlings-Flachwasserrasen)
  1. Littorelletalia (Eurosibirische Strandlings-Gesellschaften)
    1. Isoetion lacustris (Brachsenkraut-Klarwasserrasen)
    2. Hydrocotylo-Baldellion (Atlantische Strandlings-Gesellschaften)
    3. Deschampsion litoralis (Strandschmielen-Bodenseeufer-Rasen)
    4. Eleocharition acicularis (Nadelbinsen-Flachwasserrasen) (syn.: Littorellion oder Lobelio-Isoetion)
6. Phragmitetea (Röhrichte u. Seggenrieder)
  1. Phragmitetalia (Röhrichte u. Seggenrieder)
    1. Phragmition (australis) (Süßwasser-Großröhrichte)
      - Scirpetum lacustris (Teichbinsenröhricht)
      - Typhetum angustifoliae (Röhricht des schmalblättrigen Rohrkolbens)
      - Typhetum latifoliae (Röhricht des breitblättrigen Rohrkolbens)
      - Glycerietum maximae (Wasserschwadenröhricht)
      - Phragmitetum communis (Schilfröhricht)
      - Cladietum marisci (Schneiden-Röhricht)
      - Equisetum fluviatile Gesellschaft (Teichschachtelhalmgesellschaft)
      - Rorippa amphibia-Gesellschaft (Wasserkresseröhricht)

    2. Bolboschoenion maritimi
    3. Sparganion-Glycerion (fluitantis) (Bachröhrichte, Klein-Röhrichte)
    4. Magnocaricion (Großseggenriede)
      1. Magnocaricion, Carex-elata-Gruppe (Niedermoor-Großseggenrieder)
      2. Magnocaricion, Carex-gracilis-Gruppe (Niedermoor-Großseggenrieder)

      - Caricetum gracilis (Graebner et Hueck 31) Tüxen 37 (Schlankseggenried)
7. Montio-Cardaminetea (Quellflur-Gesellschaften und Waldsümpfe)
  1. Montio-Cardaminetalia
    1. Cardamino-Montion (Kalkarme Quellfluren)
      1. Montion (Gruppe der moosreichen Gesellschaften)
      2. Cardaminion (Gruppe der moosarmen Gesellschaften)

    2. Cratoneurion commutati (kalkreiche Quellfluren)
8. Scheuchzerio-Caricetea (fusci) (Kleinseggenrieder, Flach- und Zwischenmoore)
  1. Scheuchzerietalia (palustris) (Nordische Zwischenmoor- und Schlenkengesellschaften)
    1. Rhynchosporion (albae) (Gesellschaften der Moorschlenken)
    2. Caricion lasiocarpae (Mesotrophe Zwischenmoore)

  2. Tofieldietalia (Kalk-Flachmoore und Rieselfluren)
    1. Caricion davallianae (Kalksümpfe)
    2. Caricion bicolori-atrofuscae (Alpine Schwemmuferfluren und Rieselfluren) (syn.: Caricion maritimae)

  3. Caricetalia nigrae (Wiesenseggen-Gesellschaften) (syn.: Caricetalia fuscae)
    1. Caricion nigrae (syn.: Caricion fuscae)
9. Oxycocco-Sphagnetea (Hochmoore u. Moorheiden)
  1. Sphagnetalia magellanici (Hochmoor-Torfmoos-Gesellschaften)
    1. Sphagnion magellanici (Hochmoorgesellschaften des Tieflands)

  2. Erico-Sphagnetalia papillosi (Glockenheidemoore und Feuchtheiden) (syn.: Sphagno-Ericetalia)
    1. Ericion tetralicis (Feuchtheiden)

### Salzwasser- und Meerstrand-Vegetation
1. Zosteretea (Seegras-Meergrundrasen)
  1. Zosteretalia (marinae)
    1. Zosterion (marinae)
2. Ruppietea (Meersaldengesellschaft)
  1. Ruppietalia
    1. Ruppion (maritimae)
3. Spartinetea (maritimo-anglicae) (Schlickgraspioniergesellschaft)
  1. Spartinetalia (maritimae)
    1. Spartinion (maritimae)
4. Thero-Salicornietea (Quellwattenfluren)
  1. Thero-Salicornietalia
    1. Salicornion dolichostachyae
    2. Salicornion ramosissimae
5. Saginetea (maritimae) (Strandmastkrautfluren)
  1. Saginetalia (maritimae)
    1. Saginion maritimae
6. Asteretea tripolii (Salzmarschrasen)
  1. Glauco-Puccinellietalia
    1. Puccinellion (maritimae)
    2. Armerion maritimae
    3. Puccinellio-Spergularion salinae
7. Honckenyo-Elymetea (Salzmieren-Strandroggen-Vordünen)
  1. Honckenyo-Elymetalia
    1. Honckenyo-Elymion
    2. Honckenyo-Crambion
8. Cakiletea (Meerspülsäume)
  1. Cakiletalia
    1. Salsolo-Honckenyon
    2. Atriplicion litoralis
9. Ammophiletea (Strandhafer-Dünen)
  1. Ammophiletalia
    1. Ammophilion arenariae
    2. Agropyrion junceiformis

### Krautige Vegetation oft gestörter Plätze
1. Isoeto-Nanojuncetea (Zwergbinsen-Teichbodengesellschaft)
  1. Cyperetalia (fusci)
    1. Nanocyperion (Gesellschaften des Braunen Zypergrases)
      1. Elatino-Eleocharitenion (ovatae)
      2. Juncenion bufonii
      3. Radiolenion linoidis
2. Bidentetea (tripartitae) (Zweizahn-Schlammufergesellschaft)
  1. Bidentetalia (tripartitae)
    1. Bidention (tripartitae)
    2. Chenopodion rubri
3. Chenopodietea (Hackunkraut- und Ruderalgesellschaft)
  1. Polygono-Chenopodietalia (Hackunkrautgesellschaften)
    1. Fumario-Euphorbion (Erdrauch-Wolfsmilch-Gesellschaften, Hackunkrautgesellschaften basenreicher Böden)
    2. Spergulo-Oxalidion

  2. Eragrostietalia
    1. Eragrostion
    2. Digitario-Setarion

  3. Sisymbrietalia (Raukengesellschaften)
    1. Sisymbrion (Raukengesellschaften)
    2. Salsolion ruthenicae
4. Secalietea (Getreideunkrautgesellschaft)
  1. Secalietalia
    1. Caucalidion (lappulae) (Mohnäcker, Kalk- und Tonacker-Gesellschaften)

  2. Aperetalia (Bodensaure, artenarme Getreide-Unkrautgesellschaften)
    1. Aphanion arvensis (Ackerfrauenmantel-Gesellschaften (bodensaure artenarme Getreide-Unkrautgesellschaften))
    2. Arnoseridion

  3. (Lolio-Linetalia)
    1. (Lolio remoti-Linion)
5. Artemisietea (Stickstoff-Krautfluren)
  1. Artemisietalia
    1. Arction lappae (Kletten-Fluren)

  2. Calystegietalia (Nitrophytische Uferstauden- und Saumgesellschaften nasser Standorte)
    1. Calystegion sepium (Zaunwinden-Gesellschaften, nitrophytische Uferstauden- u. Saumges. der kleinen Flüsse, Bäche u. Grä.)
    2. Senecion fluviatilis (Flussgreiskraut-Gesellschaften, nitrophytische Uferstauden- u. Saumges. der großen Flüsse u. Ströme)

  3. Glechometalia (nitrophytische Staudenfluren, Saum- u. Verlichtungsges. frischer bis feuchter Standorte)
    1. Aegopodion podagrariae (Girsch-Saumges., ausdauernde nitrophytsische (Ruderal)-Ges. offener bis halbschattiger Standorte)
    2. Alliarion (Nitrophile Säume halbsch. bis schattiger Standorte)
    3. Rumicion alpini

  4. Onopordietalia (Bienne (zweijährige) Ruderalgesellschaften)
    1. Onopordion acanthii (Wärmebedürftige Distel-Gesellschaften)
    2. Dauco-Melilotion (Möhren-Steinklee-Gesellschaften)
6. Agropyretea (Quecken-Trockenpionier-Gesellschaft)
  1. Agropyretalia intermediae-repentis (Halbruderale Trocken- und Halbtrockenrasen)
    1. Convolvulo-Agropyrion (Halbruderale Halbtrockenrasen)
7. Plantaginetea (Trittpflanzengesellschaften)
  1. Plantaginetalia (majoris) (Trittpflanzengesellschaften)
    1. Polygonion avicularis (Vogelknöterich-Trittrasen)
    2. Honckenio-Elymion (*)
8. Agrostietea stoloniferae (Flutrasen u. Feuchtweiden)
  1. Agrostietalia stoloniferae (Flut- u. Feuchtpionierrasen)
    1. Agropyro-Rumicion (Fingerkraut-Quecken-Rasen)

### Steinfluren und alpine Rasen
1. Parietarietea judaicae (Glaskraut-Mauerfugengesellschaft)
  1. Parietarietalia judaicae
    1. Centrantho-Parietarion
2. Asplenietea (trichomanis) (Felsspalten und Mauergesellschaften)
  1. Potentilletalia (caulescentis) (Felsspalten und Mauergesellschaften kalkreicher Gesteine, südexponiert)
    1. Potentillion (caulescentis)
    2. Cystopteridion (fragilis)

  2. Androsacetalia vandellii (Silikat-Felsspalten-Gesellschaften)
    1. Androsacion vandellii (Besonnte Silikat-Felsspalten-Gesellschaften)
    2. Asplenion serpentini (Serpentin-Felsspalten-Gesellschaften)
    3. Asarinion procumbentis
3. Violetea calaminariae (Schwermetall-Steinfluren)
  1. Violetalia calaminariae
    1. Thlaspion calaminariae
    2. Armerion halleri
4. Thlaspietea (rotundifolii) (Steinschutt- und Geröllfluren)
  1. Thlaspietalia (rotundifolii)
    1. Thlaspion (rotundifolii)
    2. Petasition paradoxi

  2. Drabetalia hoppeanae
    1. Drabion hoppeanae

  3. Androsacetalia alpinae
    1. Androsacion alpinae

  4. Epilobietalia fleischeri
    1. Epilobion fleischeri

  5. Achnatheretalia
    1. Achnatherion

  6. Galeopsietalia
    1. Galeopsion segetum (Sommerwarme Hohlzahn-Silikatschutthalden)
5. Salicetea herbaceae (Schneebodengesellschaften)
  1. Salicetalia herbaceae
    1. Salicion herbaceae

  2. Arabidetalia caeruleae
    1. Arabidion caeruleae
6. Juncetea trifidi (Caricetea curvulae) (Alpine Sauerbodenrasen)
  1. Caricetalia curvulae
    1. Caricion curvulae
      - Hallers Schwingelrasen (Festucetum halleri)
      - Krummseggenrasen (Caricetum curvulae)
7. Seslerietea albicantis (Alpine Kalkrasen)
  1. Seslerietalia albicantis
    1. Seslerion albicantis
      - Polsterseggen-Pionierrasen (Caricetum firmae, kurz Firmetum)
      - Blaugras-Horstseggenhalde (Seslerio-Caricetum sempervirentis, kurz Seslerio-Semperviretum)

    2. Caricion ferrugineae
      - Rostseggenrasen (Caricetum ferrugineae)
      - Violettschwingelrasen (Festuco-Trifolietum thalii)
8. Carici rupestri-Kobresietea (Nacktriedgesellschaft)
  1. Elynetalia
    1. Elynion (myosuroidis)
      - Nacktried-Windecke (Elynetum)

### Anthropo-Zoogene Heiden und Rasen
1. Nardo-Callunetea (Borstgras- und Zwergstrauchheiden)
  1. Nardetalia
    1. Nardion (Borstgrasweide)
    2. Violion caninae (Borstgrasrasen tiefer Lagen)
    3. Juncion squarrosi
    4. Festucion variae
      - Buntschwingelhalde (Festucetum variae)

  2. Vaccinio-Genistetalia (Calluno-Ulicetalia)
    1. Calluno-Genistion (Genistion) (Ginster-Sandheiden)
    2. Empetrion nigri
    3. Cytision scoparii
2. Sedo-Scleranthetea (Sand- und Felsgrus-Trockenrasen)
  1. Sedo-Scleranthetalia (Felsgrus- und Felsband-Gesellschaften)
    1. Sedo-Scleranthion (Alpine Felsgrus-Fluren)
    2. Alysso-Sedion albi
    3. Seslerio-Festucion pallentis (Bleichschwingel-Felsbandfluren)
    4. Sedo albi-Veronicion dillenii

  2. Corynephoretalia
    1. Corynephorion (canescentis)
    2. Koelerion arenariae (=albescentis) (Sandsteppen)

  3. Festuco-Sedetalia (Mauerpfeffer-Schafschwingel-Rasen)
    1. Koelerion glaucae
    2. Sileno conicae-Cerastion semidecandri

  4. Thero-Airetalia (Kleinschmielen-Rasen)
    1. Thero-Airion (Kleinschmielen-Rasen)
3. Festuco-Brometea (Trocken-, Halbtrockenrasen, basiphile Magerrasen)
  1. Festucetalia valesiacae (Kontinentale Steppenrasen)
    1. Festucion valesiacae (Kontinentale Steppenrasen)
    2. Cirsio-Brachypodion

  2. Brometalia (erecti) (Submediterrane Trocken- und Halbtrockenrasen)
    1. Xerobromion (Kalk-Trockenrasen)
      1. Xerobrometum (Kalk-Trockenrasen)

    2. Mesobromion (Kalk-Halbtrockenrasen (magere Wiesen, Weiden))
    3. Koelerio-Phleion phleoidis (Bodensaure Trockenrasen)
4. Molinio-Arrhenatheretea (Mähwiesen und Weidegesellschaften)
  1. Molinietalia caeruleae (Nasse Staudenfluren, Nass- und Riedwiesen)
    1. Molinion caeruleae (Streuwiesen)
    2. Filipendulion (Nasse Staudenfluren)
    3. Cnidion dubii (Brenndolden-Auenwiesen)
    4. Juncion acutiflori (Waldbinsen-Sumpf)
    5. Calthion (Sumpfdotterblumen-Wiesen, Feucht- und Nasswiesen)

  2. Arrhenatheretalia (Gedüngte Fettwiesen und Weißkleeweiden)
    1. Arrhenatherion elatioris (Tal-Fettwiesen, planare und submontane Glatthaferwiesen)
    2. Polygono-Trisetion (Gebirgs-Goldhaferwiesen)
    3. Cynosurion (Fett-, Stand- und Mähweiden, Parkrasen)
    4. Poion alpinae (Alpine Milchkraut-Weiden)

### Waldnahe Staudenfluren und Gebüsche
1. Trifolio-Geranietea (sanguinei) (Helio-thermophile Saumgesellschaften, Staudenhalden, Laubwiesen)
  1. Origanetalia vulgaris (Wirbeldost-Gesellschaften)
    1. Trifolion medii (Mesophile Klee-Saumgesellschaften)
    2. Geranion sanguinei (Xerophile Blutstorchschnabel-Saumgesellschaften)
2. Epilobietea (angustifolii) (Schlagfluren und Vorwald-Gehölze (Stauden-Gebüsch))
  1. Atropetalia (= Epilobietalia angustifolii) (Mitteleuropäische Schlag- und Vorwald-Gesellschaften)
    1. Epilobion angustifolii (Bodensaure Schlagfluren)
    2. Atropion (belladonnae)
    3. Sambuco-Salicion capreae (Vorwald-Gesellschaften, Vorwald-Staudengestrüpp) (von vielen Autoren als Klasse Sambucetalia ramosae zur Klasse Rhamno-Prunetea gestellt).
3. Betulo-Adenostyletea (Hochstaudenfluren und -gebüsche)
  1. Adenostyletalia
    1. Adenostylion (alliariae)
    2. Calamagrostion (arundinaceae)
    3. Salicion waldsteinianae

### Nadelwälder und verwandte Heiden
1. Erico-Pinetea (Kalk-Kiefernwälder und Alpenrosen-Gebüsche)
  1. Erico-Pinetalia (Schneeheide-Kiefernwälder und Alpenrosen-Gebüsche)
    1. Erico-Pinion
      - Erico-Pinetum (sylvestris) (Schneeheide-Kiefernwald)
      - Erico-Rhododendretum hirsuti (Schneeheide-Alpenrosengebüsch)
2. Pulsatillo-Pinetea (sylvestris) (Kiefern-Steppenwälder)
  1. Pulsatillo-Pinetalia (sylvestris)
    1. Cytiso (ruthenico)-Pinion (Boreal-subkontinentale Kiefern-Steppenwälder)
      - Pyrolo-Pinetum sylvestris (Wintergrün-Kiefern-Steppenwald) (syn: Peucedano-Pinetum)
3. Vaccinio-Piceetea (Saure Nadelwälder und verwandte Alpenheiden)
  1. Piceetalia (abietis)
    1. Dicrano-Pinion (moosreiche Kiefernwälder des Flachlands)
      1. Dicrano-Pinenion
        - Leucobryo-Pinetum (Sand-Kiefernwald oder Weißmoos-Kiefernwald)
        - Deschampsia flexuosa-Pinus sylvestris (Basal-) Gesellschaft (artenarme Kiefernforste v. a. Norddeutschlands)

      2. Piceo-Vaccinienion uliginosi (Moorwälder)
        - Vaccinio uliginosi-Betuletum pubescentis (Birken-Moorwald)
        - Vaccinio uliginosi-Pinetum sylvestris (Waldkiefern-Moorwald)
        - Vaccinio uliginosi-Pinetum rotundatae (Bergkiefern- oder Spirken-Moorwald)

    2. Piceion abietis (Fichtenwälder und Fichten-Tannen-Wälder)
      1. Vaccinio-Piceenion (Fichtenwälder der Gebirge und Mittelgebirge)
      2. Rhododendro-Vaccinienion (alpine Lärchen-Arvenwälder und bodensaure Zwergstrauchgesellschaften)
        - Vaccinio-Pinetum cembrae (Lärchen-Arvenwald)
        - Rhododendro-Vaccinietum ferruginei (Rostalpenrosenheide)

      3. Vaccinio-Abietenion (zwergstrauchreiche Fichten-Tannenwälder der Nordalpen und süddeutschen Mittelgebirge)
        - Vaccinio-Abietetum (Preiselbeer-Fichten-Tannenwald)
        - Calamagrostio villosae-Fagetum (Reitgras-Fichten-Buchenwald)
        - Luzulo-Abietetum (Hainsimsen-Fichten-Tannenwald)

  2. Loiseleurio-Vaccinietalia (Alpin-boreale Zwergstrauchteppiche)
    1. Loiseleurio-Vaccinion
      - Arctostaphylo alpinae-Loiseleurietum (Krähenbeere- oder Gamsheide-Windteppich)
      - Empetro (hermaphroditi) - Vaccinietum (gaultherioides) (Krähenbeere-Moorbeer-Windheide)

### Laubwälder und verwandte Gebüsche
1. Salicetea purpureae (Weiden-Auengebüsche und -wälder)
  1. Salicetalia purpureae (Weiden-Auengebüsche und -wälder)
    1. Salicion eleagni (Lavendelweiden-Gebüsch)
    2. Salicion albae (Weidenauen tieferer Lagen, Weichholzaue)
2. Alnetea glutinosae (Erlenbrüche und Grauweidengebüsche)
  1. Alnetalia glutinosae (Erlenbrüche und Grauweidengebüsche)
    1. Alnion glutinosae (Erlenbruchwälder)
    2. Salicion cinereae (Grauweidengebüsche und Moorbirken-Bruchwälder) (von anderen Autoren als Teil einer Klasse Franguletea aufgefasst)
3. Querco-Fagetea (Eichen- und Buchen-Mischwälder)
  1. Quercetalia robori-petraeae (Eichen-Birken-Wälder)
    1. Quercion robori-petraeae (west- und mitteleuropäische Eichen-Birkenwälder)
      1. Quercenion robori-petraeae (subatlantische, westeuropäische Eichen-Birkenwälder)
      2. Genisto-Quercenion petraeae (subkontinentale, mitteleuropäische Eichen-Birkenwälder)

  2. Quercetalia pubescenti (-petraeae) (Xerotherme submed. Flaumeichen-Wälder und subkon. Eichen-Steppenwälder)
    1. Quercion pubescenti (-petraeae) (west-(sub)mediterrane Flaumeichenwälder, "Steppenheidewälder")
      - Aceri monspessulani-Quercetum petraeae (Felsenahorn-Traubeneichen-Mischwald)
      - Quercetum pubescenti-petraeae (mitteleuropäischer Flaumeichen-Mischwald)

    2. Potentillo albae-Quercion petraeae (Ostmitteleuropäisch-subkontinentale Eichen-Trockenwälder)
      - Potentillo albae-Quercetum petraeae (ostmitteleuropäisch-subkontinentaler Eichen-Trockenwald)

  3. Fagetalia (sylvaticae) (Mesophytische, buchenwaldartige Laubwälder Europas)
    1. Fagion (sylvaticae) (Rotbuchenwälder und Buchen-Tannenwälder)
      1. Luzulo-Fagenion (Hainsimsen-Buchenwälder)
        - Luzulo-Fagetum (Wald-Hainsimsen-Buchenwald, auch Moder-Buchenwald)
        - Deschampsio flexuosae-Fagetum (syn. Avenello-Fagetum) (Drahtschmielen-Buchenwald der Ebene)

      2. Ilici-Fagenion (atlantische, westeuropäische Buchenwälder saurer Standorte) (manchmal auch ins Quercion robori-petreae gestellt)
      3. Galio odorati-Fagenion (Waldmeister-Buchenwälder, auch Mull-Buchenwälder)
        - Galio odorati-Fagetum (Waldmeister-Buchenwald)
        - Hordelymo-Fagetum (Waldgersten-Buchenwald, auch frischer Kalkbuchenwald)

      4. Cephalanthero-Fagenion (Waldvögelein-Buchenwälder, auch Trockenhang-Kalkbuchenwälder)
        - Carici-Fagetum (Seggen-Buchenwald, auch Orchideen-Buchenwald)
        - Seslerio-Fagetum (Blaugras-Buchenwald)

      5. Aceri-Fagenion (hochmontane bis subalpine Bergahorn-Buchenwälder)
        - Aceri-Fagetum (Hochstauden-Bergahorn-Buchenwald)

      6. Lonicero alpigenae-Fagenion (Alpenheckenkirschen-Buchen-Tannenwälder)
        - Aposerido-Fagetum (syn Lonicerae alpigenae-Fagetum) (montaner Fichten-Tannen-Buchen-Mischwald)
        - Dentario heptaphyllae-Fagetum (Fiederzahnwurz-(Tannen-)Buchenwald)

      7. Galio rotundifolii-Abietion (Labkraut-Tannenwälder)
        - Pyrolo-Abietetum (montaner Kalk-Tannenwald)
        - Galio-rotundifolii-Abietetum (montaner Silikat-Tannenwald)

      8. Dentario glandulosae-Fagenion (osteuropäisch-karpatische montane (Tannen-)Buchenwälder)
        - Dentario enneaphylli-Fagetum (osteuropäischer Quirlblattzahnwurz-Tannen-Buchenwald)

    2. Carpinion betuli (Eichen-Hainbuchen-Wälder)
      - Stellario holosteae-Carpinetum betuli (Sternmieren-Eichen-Hainbuchenwald)
      - Galio sylvatici-Carpinetum betuli (Waldlabkraut-Eichen-Hainbuchenwald)

    3. Alno-Ulmion (minoris) (Auwald)
      1. Alnenion glutinoso-incanae (Grauerlen-Auwälder und Bach-Erlen-Eschenwälder)
      2. Ulmenion
        - Querco-Ulmetum minoris (Eichen-Ulmen-Auwald, Hartholzaue)

    4. Tilio (platyphyllis) -Acerion pseudoplatani (Edellaubbaum-Mischwälder, Linden-Ahorn-Wälder)
      1. Clematido (vitalbae) -Corylenion (avellanae) (Hasel-Gebüsche der Steinschutthalden)
      2. Deschampsio flexuosae-Acerenion pseudoplatani (Drahtschmielen Edellaubbaum-Mischwälder auf Silikat-Steinschutt-Hängen)
      3. Tilenion platyphylli
        - Aceri (platanoidis)-Tilietum platyphylli (Spitzahorn-Lindenwald)

      4. Lunario-Acerenion pseudoplatani (Bergahorn-Mischwälder)
        - Fraxino-Aceretum (pseudoplatani) (Eschen-Ahorn-Wald, auch "Schluchtwald")
        - Adoxo (moschatellinae)-Aceretum (Ahorn-Eschenwald, auch "Auen-Schluchtwald")

  4. Prunetalia spinosae (Hecken und Gebüsche) (nach den meisten jüngeren Autoren als Klasse Rhamno-Prunetea aufgefasst)
    1. Pruno-Rubion (fruticosi) (Brombeer-Gebüsche) (nach den meisten jüngeren Autoren als Ordnung Rubetalia plicati aufgefasst)
      1. Rubo-Prunenion (spinosi) (Brombeer-Schlehen-Gebüsche)
      2. Sarothamnenion (Brombeer-Besenginster-Gebüsche)
        - Rubo plicati-Sarothamnetum (Faltenbrombeer-Besenginster-(Besenheide-)Gebüsch)

      3. Frangulo-Rubenion (fruticosi) Brombeer-Faulbaum-Gebüsche

    2. Berberidion (Berberitzen-Gebüsche)
    3. Prunion fruticosae (Zwergkirschen-Gebüsche)
      - Prunetum fruticosae (Zwergkirschen- oder Steppenkirschen-Gebüsch)

  5. Salicetalia arenariae (Dünenweiden-Gebüsche)
    1. Salicion arenariae
      - Hippophao-Salicetum arenariae (Sanddorn-Gebüsch) (von Oberdorfer ins Berberidion gestellt)